# Championnat d'Aruba de football 2022-2023
Navigation
Édition précédente Édition suivante
La saison 2022-2023 du championnat d'Aruba de football est la trente-septième édition de la Division di Honor, le championnat de première division à Aruba. Les dix meilleures équipes de l'île sont regroupées au sein d’une poule unique où elles s’affrontent au cours d'une première phase de championnat avant une phase finale décomposée en plusieurs parties et la finale qui détermine le champion d'Aruba.
Le SV Dakota remet en jeu son titre acquis en 2021-2022. Le club parvient jusqu'en finale mais doit s'incliner face au RC Aruba qui l'emporte 2-1 en prolongations le 8 juillet 2023,. En finale de la Silver League le 2 juin, le SV La Fama dispose du SV Bubali.
Comme de nombreux championnats à travers le monde, le championnat d'Aruba bénéficie d'une diffusion numérique de ses rencontres sur la plateforme de la FIFA baptisée FIFA+.

## Équipes participantes
Seules les équipes présentes en première division lors de la première phase sont listées ici.
| \| Oranjestad : SV Atletico Santa Fe Dakota RC Aruba River Plate Oranjestad Nacional United Caravel Britannia La Fama Estrella \| Localisation des équipes engagées. |
| Oranjestad : SV Atletico Santa Fe Dakota RC Aruba River Plate Oranjestad Nacional United Caravel Britannia La Fama Estrella                                          |

| Équipe                        | Classement 2021-2022 | Ville       | Stade                            |
| ----------------------------- | -------------------- | ----------- | -------------------------------- |
| SV Dakota                     | Champion             | Oranjestad  | Stade Trinidad                   |
| SV Racing Club Aruba          | Finaliste            | Oranjestad  | Stade Trinidad                   |
| SV La Fama                    | 3e (Kaya 4)          | Savaneta    | Savaneta Turf Field              |
| SV Britannia                  | 4e (Kaya 4)          | Piedra Plat | Piedra Plat Entertainment Center |
| SV Deportivo Nacional         | 5e                   | Noord       | Veld Sports Complex              |
| SV Independiente Caravel (en) | 6e                   | Angochi     |                                  |
| River Plate Aruba             | 7e                   | Oranjestad  | Stade Trinidad                   |
| SV Estrella                   | 8e                   | Papilon     | Stade Trinidad                   |
| SC United                     | 9e                   | Noord       | Veld Sports Complex              |
| SV Atletico Santa Fe          | Promu                | Oranjestad  | Stade Trinidad                   |

Légende des couleurs
- Tenant du titre
- Promu de Division Uno

## Compétition

### Format
Pour cette édition 2022-2023, un nouveau format inédit est utilisé. Il se décompose en plusieurs phases.
- Première phase en 2022 : les dix équipes affrontent leurs rivaux une seule fois, pour un total de neuf rencontres disputées par club ;
- Seconde phase en 2023 : la Golden League et la Silver League.

Golden League

Les six premiers de la première phase sont rassemblés dans la Golden League et jouent à deux reprises face à chacune des autres équipes pour un total de dix rencontres disputées par club. Les quatre premiers de cette poule se qualifient pour le dernier carré (Kaya 4). Dans cette dernière étape, chaque club joue trois matchs, face à chacune des autres formations. Les deux premiers de ce groupe de quatre se qualifient pour la finale qui détermine le champion d'Aruba 2022-2023.
Silver League

Les clubs ayant terminé la première phase de la septième à la dixième place disputent la Silver League avec les quatre meilleures équipes de chacun des deux groupes de deuxième division. Un total de douze formations sont réparties en deux groupes, A et B. L'équipe classée première de chaque groupe obtient sa place pour jouer en première division en 2023-2024 et se qualifie pour la finale de la Silver League. Les clubs terminant cette ligue aux deuxième et troisième rangs disputent des barrages de promotion. Le second du groupe A affrontant le troisième du groupe B et inversement. Les vainqueurs se qualifient aussi pour la première division en 2023-2024. Les perdants et les équipes classées de la quatrième à la sixième place de chacun des groupes de Silver League disputeront la seconde division en 2023-2024.
Le barème utilisé pour établir le classement est le suivant :
- Victoire : 3 points
- Match nul : 1 point
- Défaite : 0 point

### Première phase
Chaque équipe affronte les autres clubs une seule fois pour un total de neuf rencontres. Les six premières équipes se qualifient pour la Golden League tandis que les quatre moins bonnes se retrouvent en Silver League.

#### Classement
| Rang | Équipe                        | Pts | J | G | N | P | Bp | Bc | Diff |
| ---- | ----------------------------- | --- | - | - | - | - | -- | -- | ---- |
| 1    | RC Aruba                      | 20  | 9 | 6 | 2 | 1 | 30 | 10 | +20  |
| 2    | SV Deportivo Nacional         | 18  | 9 | 6 | 0 | 3 | 21 | 15 | +6   |
| 3    | SV Dakota T                   | 16  | 9 | 5 | 1 | 3 | 35 | 15 | +20  |
| 4    | SV Estrella                   | 15  | 9 | 4 | 3 | 2 | 16 | 15 | +1   |
| 5    | SV Britannia C                | 14  | 9 | 4 | 2 | 3 | 22 | 13 | +9   |
| 6    | River Plate Aruba             | 14  | 9 | 4 | 2 | 3 | 13 | 15 | -2   |
| 7    | SV La Fama                    | 11  | 9 | 3 | 2 | 4 | 6  | 16 | -10  |
| 8    | SV Atletico Santa Fe P        | 7   | 9 | 2 | 1 | 6 | 15 | 20 | -5   |
| 9    | SC United                     | 7   | 9 | 2 | 1 | 6 | 14 | 31 | -17  |
| 10   | SV Independiente Caravel (en) | 6   | 9 | 2 | 0 | 7 | 9  | 31 | -22  |

| Légende : Qualifications | Légende : Qualifications                                                                     |
| ------------------------ | -------------------------------------------------------------------------------------------- |
|                          | Qualification pour la Golden League                                                          |
|                          | Qualification pour la Silver League                                                          |
|                          | T : Tenant du titre C : Vainqueur de la Coupe d'Aruba P : Promu de Division Uno en 2022-2023 |

### Golden League
Chaque équipe affronte les autres clubs à deux reprises pour un total de dix rencontres. Les quatre meilleures se qualifient pour la Kaya 4.

#### Classement
| Rang | Équipe                | Pts | J  | G | N | P | Bp | Bc | Diff |
| ---- | --------------------- | --- | -- | - | - | - | -- | -- | ---- |
| 1    | SV Britannia C        | 24  | 10 | 8 | 0 | 2 | 19 | 10 | +9   |
| 2    | RC Aruba              | 20  | 10 | 6 | 2 | 2 | 25 | 11 | +14  |
| 3    | SV Dakota T           | 16  | 10 | 5 | 1 | 4 | 21 | 18 | +3   |
| 4    | SV Deportivo Nacional | 14  | 10 | 4 | 2 | 4 | 19 | 21 | -2   |
| 5    | SV Estrella           | 8   | 10 | 2 | 2 | 6 | 19 | 25 | -6   |
| 6    | River Plate Aruba     | 4   | 10 | 1 | 1 | 8 | 18 | 36 | -18  |

| Légende : Qualifications | Légende : Qualifications                              |
| ------------------------ | ----------------------------------------------------- |
|                          | Qualification pour la Kaya 4                          |
|                          | T : Tenant du titre C : Vainqueur de la Coupe d'Aruba |

#### Kaya 4
Chaque équipe affronte les autres clubs une seule fois pour un total de trois rencontres. Les deux meilleures se qualifient pour la finale.

##### Classement
| Rang | Équipe                | Pts | J | G | N | P | Bp | Bc | Diff |
| ---- | --------------------- | --- | - | - | - | - | -- | -- | ---- |
| 1    | RC Aruba              | 4   | 3 | 1 | 1 | 1 | 4  | 2  | +2   |
| 2    | SV Dakota T           | 4   | 3 | 1 | 1 | 1 | 5  | 6  | -1   |
| 3    | SV Britannia C        | 4   | 3 | 1 | 1 | 1 | 3  | 4  | -1   |
| 4    | SV Deportivo Nacional | 3   | 3 | 0 | 3 | 0 | 4  | 4  | 0    |

| Légende : Qualifications | Légende : Qualifications                              |
| ------------------------ | ----------------------------------------------------- |
|                          | Qualification pour la finale                          |
|                          | T : Tenant du titre C : Vainqueur de la Coupe d'Aruba |

#### Finale
| 8 juillet 2023 | RC Aruba                             | 2 - 1                 | SV Dakota            | Compleho Deportivo Frans Figaroa, Noord   |                                           |
|                | Jhon Silva 65e · Albert Francis 111e | (0 - 0, 1 - 1, 1 - 1) | 90+2e Daniel Briceño | Vidéo du match Arbitrage : Jade Salamatin | Vidéo du match Arbitrage : Jade Salamatin |
|                | Rapport                              |                       |                      | Vidéo du match Arbitrage : Jade Salamatin | Vidéo du match Arbitrage : Jade Salamatin |

| Vainqueur de Division di Honor 2022-2023 RC Aruba 17e titre |

### Silver League
Les quatre moins bonnes équipes de la première phase (classées septième à dixième) sont rejointes par les clubs ayant terminé aux quatre premières places de chacune des deux poules de deuxième division. Les douze équipes sont alors réparties en deux groupes de six et s'affrontent sur un format aller-retour. Entre parenthèses, la division d'origine du club au cours de la première phase du championnat.

#### Classement
| Rang | Équipe                             | Pts | J  | G | N | P | Bp | Bc | Diff |
| ---- | ---------------------------------- | --- | -- | - | - | - | -- | -- | ---- |
| 1    | SV Bubali (D2)                     | 25  | 10 | 8 | 1 | 1 | 24 | 7  | +17  |
| 2    | SV Caiquetio (D2)                  | 22  | 10 | 7 | 1 | 2 | 21 | 9  | +12  |
| 3    | SC United (D1)                     | 18  | 10 | 6 | 0 | 4 | 27 | 13 | +14  |
| 4    | CD Rooi Afo (D2)                   | 8   | 10 | 2 | 2 | 6 | 15 | 27 | -12  |
| 5    | SV Brazil Juniors (es) (D2)        | 8   | 10 | 2 | 2 | 6 | 10 | 26 | -16  |
| 6    | SV Independiente Caravel (en) (D1) | 5   | 10 | 1 | 2 | 7 | 13 | 28 | -15  |

| Rang | Équipe                    | Pts | J  | G | N | P | Bp | Bc | Diff |
| ---- | ------------------------- | --- | -- | - | - | - | -- | -- | ---- |
| 1    | SV La Fama (D1)           | 27  | 10 | 9 | 0 | 1 | 36 | 8  | +28  |
| 2    | SV Atletico Santa Fe (D1) | 22  | 10 | 7 | 1 | 2 | 30 | 16 | +14  |
| 3    | SV Sporting (D2)          | 18  | 10 | 6 | 0 | 4 | 24 | 14 | +10  |
| 4    | RC Savaneta (D2)          | 9   | 10 | 2 | 3 | 5 | 19 | 30 | -11  |
| 5    | SV Unistars (D2)          | 7   | 10 | 2 | 1 | 7 | 11 | 28 | -17  |
| 6    | SV Estudiantes (en) (D2)  | 4   | 10 | 1 | 1 | 8 | 12 | 36 | -24  |

#### Barrages de promotion
Les équipes classées deuxième et troisième de chacun des groupes s'affrontent sur un match unique pour déterminer les deux derniers qualifiés pour la saison 2023-2024 de première division.
| Équipe 1          | Résultat | Équipe 2                  |
| ----------------- | -------- | ------------------------- |
| SV Caiquetio (D2) | 1 - 0    | SV Sporting (D2)          |
| SC United (D1)    | 1 - 3    | SV Atletico Santa Fe (D1) |

#### Finale
Cette finale à valeur symbolique, les deux clubs étant d'ores et déjà qualifiés pour la première division 2023-2024, met aux prises la première équipe de chaque groupe afin de déterminer le champion de la Silver League.
| Équipe 1       | Résultat | Équipe 2        |
| -------------- | -------- | --------------- |
| SV Bubali (D2) | 1 - 2    | SV La Fama (D1) |

## Bilan de la saison
| Championnat d'Aruba de football 2022-2023 |                               |
| Champion                                  | RC Aruba (17e titre)          |
| Dauphin                                   | SV Dakota                     |
| Coupes et trophées                        |                               |
| Vainqueur de la Coupe d'Aruba 2022-2023   | SV Britannia                  |
| Qualifications continentales              |                               |
| CFU Club Shield 2024                      | RC Aruba                      |
| Promotions et relégations                 |                               |
| Promus en Division di Honor               | SV Bubali                     |
| Promus en Division di Honor               | SV Caiquetio                  |
| Relégués en Division Uno                  | SV Independiente Caravel (en) |
| Relégués en Division Uno                  | SC United                     |